# Mai Kuraki Live Tour 2008 “touch Me!”
『Mai Kuraki Live Tour 2008 “touch Me!”』（マイ・クラキ・ライブ・ツアー・タッチ・ミー）は、倉木麻衣のライブビデオ。通算10枚目の映像作品で、2009年5月6日発売。

## 概要
10周年イヤー第1弾アルバム『touch Me!』のリリースに先駆けて行われた2008年全国ツアーの最終公演を中心に収めたDVD。バンドやダンサーを一新し、よりアクティブでパワフルなステージが展開され、『touch Me!』収録曲も多数披露された。
全国ツアーやCOUNTDOWN LIVEの模様に加え、ツアードキュメント映像も収められている。封入特典として、「SPECIAL PHOTO SET」が封入されている。

## 収録曲

### Disc 1
1. touch Me!
2. 夢が咲く春
3. Catch
4. Break the Tone
5. All I want
6. One Life
7. I Like it Like that
8. Love, Day After Tomorrow
9. ダンシング
10. BE WITH U
11. chance for you
12. 一秒ごとに Love for you
13. touch Me!

### Disc 2
1. Stand Up
2. 24 Xmas time
〜Mai Kuraki 2008 TOP NEWS〜
3. The ROSE〜melody in the sky〜
4. 会いたくて...
5. 明日へ架ける橋
〜COUNTDOWN〜
6. always
7. Revive